# Выкидыш
Вы́кидыш (самопроизво́льный або́рт, спонта́нный або́рт) — самопроизвольное патологическое прерывание беременности. Самопроизвольным абортом заканчиваются 15—20 % клинически установленных случаев беременности. Эти цифры являются нижней оценочной границей, так как во многих случаях выкидыш происходит на ранних стадиях — до того, как женщина поймет, что она забеременела, при этом клинические признаки выкидыша ошибочно принимают за обильные месячные или за их задержку.
Угроза выкидыша является патологией и в ряде случаев подлежит стационарному лечению. Отличается от медицинского аборта, производимого целенаправленно, хотя в ряде случаев аборт, производимый в домашних условиях, является именно выкидышем. В настоящее время ещё нет способа для предотвращения выкидыша. Тем не менее, эксперты[какие?] считают, что выявление причин выкидыша может помочь предотвратить его повторение в последующих беременностях.

## Эпидемиология
Определить распространённость выкидыша трудно. Многие выкидыши происходят в самом начале беременности, прежде, чем женщина узнаёт, что беременна. Перспективные исследования с использованием тестов очень ранних беременностей показали, что 26 % выкидышей происходят на сроке до шести недель с даты начала последней менструации женщины. Однако есть и другие источники, утверждающие совсем другое:
- Университет Оттавы: «Частота спонтанных абортов составляет 50 % всех беременностей по причине того, что многие прерывают беременность самопроизвольно и без клинического вмешательства»
- NIH сообщает: «До половины всех оплодотворённых яйцеклеток умирают до того момента, когда женщина узнаёт, что беременна. Среди тех женщин, которые знают про свою беременность, выкидыш составляет около 15—20 %. Клинические выкидыши встречаются в 8 % беременностей».

Риск выкидыша резко падает после 10 недели с последней менструации женщины.
Распространённость выкидыша значительно увеличивается с возрастом родителей. Беременность в 25 лет имеет риск выкидыша на 60 % меньше, чем беременность в 40 лет.

## Этиология
Выкидыш может произойти по различным причинам, не все из которых могут быть вовремя обнаружены. Основные причины:
- Генетические нарушения (в том числе у плода несовместимые с его дальнейшим развитием, в подобном случае является защитным эволюционно предусмотренным механизмом);
- Нарушение гормонального фона;
- Инфекционные заболевания женщины;
- Хронические заболевания;
- Переоблучение плода ионизирующим излучением, лучевая болезнь у матери;
- Аномалии в строении и патологии половых органов женщины и перенесенные аборты;
- Иммунологические причины;
- Тяжёлые физические нагрузки.[5][неавторитетный источник]

### Первый триместр
Большинство клинических выкидышей (две трети или три четверти в разных исследованиях) происходит в течение первого триместра. Хромосомные аномалии встречаются более чем у половины эмбрионов после выкидыша в первые 13 недель. Беременность с генетическими проблемами с вероятностью 95 % завершается выкидышем. Большинство хромосомных проблем происходят случайно, не имеют ничего общего с родителями и вряд ли повторятся. Хромосомные проблемы, связанные с генами родителей, однако, возможны. В случае повторных выкидышей есть вероятность генетических нарушений у одного из родителей ребёнка. Также эту причину стоит рассмотреть, если у родителей есть дети или близкие родственники с отклонениями или пороками. Генетические проблемы чаще происходят с пожилыми родителями.
Ещё одной причиной раннего выкидыша может быть дефицит прогестерона. Женщинам с низким уровнем прогестерона во второй половине менструального цикла (лютеиновая фаза) может быть рекомендована поддержка прогестероном в первом триместре. Однако ни одно исследование не показало, что лекарственная прогестероновая поддержка первом триместре снижает риск выкидыша (когда мать, возможно, уже потеряла ребёнка) Даже связь проблем лютеиновой фазы с выкидышем находится под вопросом.

### Второй триместр
До 15 % потерь беременности во втором триместре может быть связано с пороком матки, новообразованием в полости матки (миома) или с проблемами шейки. Эти условия также могут приводить к преждевременным родам.
Одно исследование[какое?] показало, что 19 % потерь беременности во втором триместре были вызваны проблемами с пуповиной. Проблемы с плацентой могут составлять значительное число поздних выкидышей.

## Классификация
Клиническая картина угрожающего аборта включает любое кровотечение во время беременности до жизнеспособности плода, которое ещё предстоит оценить в дальнейшем. При обследовании может быть обнаружено, что плод остаётся жизнеспособным, и беременность продолжается без дальнейших проблем. 

В качестве альтернативы используются следующие термины для описания того, что беременность уже не продолжается:
- Пустой мешок — это состояние, когда плодный мешок развивается нормально, в то время как эмбриональная часть либо отсутствует, либо перестаёт расти очень рано. Другое название — пустое плодное яйцо.
- Неизбежный аборт описывает состояние, при котором шейка матки уже расширена и открыта, но плод ещё не изгнан. Как правило, это состояние прогрессирует до полного аборта.
- Полный аборт — исключение всех продуктов зачатия. Продукты зачатия могут включать в себя трофобласт, ворсинки, хорион, желток, эмбрион, а на поздних сроках беременности плод, пуповину, плаценту, околоплодные воды жидкости и амниотическую мембрану.
- Неполный аборт происходит, когда ткань вышла, но некоторые части плода или эмбриона остались внутриутробно.
- Замершая (неразвивающаяся) беременность — смерть плода или эмбриона и отсутствие выкидыша. Другое название — задержавшийся или пропущенный выкидыш.

Следующие два термина описывают дальнейшие осложнения или последствия выкидыша:
- Септический аборт происходит, когда ткань из пропущенного или неполного аборта заражается. Инфекция матки несёт риск распространения инфекции (сепсис) и представляет собой серьёзную опасность для жизни женщины.
- Периодической потерей беременности или повторным выкидышем[англ.] (привычный аборт) является наличие трёх последовательных выкидышей[12][13]. Если доля беременностей, заканчивающихся одним выкидышем, составляет 15 %, то, полагая, что выкидыши происходят независимо друг от друга[14], находим вероятность двух последовательных выкидышей — 2,25 %, а вероятность трёх последовательных выкидышей — 0,34 %. Тем не менее, эти события зависимы, а частота периодической потери беременности составляет 1 %[14]. Подавляющее большинство женщин (85 %), у которых были два выкидыша, после этого провели свои роды нормально.

Физические симптомы угрозы беременности варьируются в зависимости от срока беременности:
- В срок до шести недель могут присутствовать только небольшие сгустки крови, возможно сопровождение умеренными судорогами и периодической болью.
- На сроках от 6 до 13 недель возможно появление множества сгустков до 5 см в размере, частей плода. Этот процесс может занять несколько часов или, периодически приостанавливаясь и возобновляясь, длиться несколько дней. Симптомы варьируются в широких пределах и могут включать в себя рвоту и диарею, возможно, из-за физического дискомфорта.
- Начиная с 13 недели плод может спокойно покинуть матку, однако плацента с большей вероятностью полностью или частично останется в матке, приводя к неполному аборту. Физические симптомы: кровотечения, судороги и боли, которые могут походить на ранний выкидыш, но иногда бывают более сильными и похожими на таковые при родах.

По клиническому течению выделяются следующие стадии самопроизвольного выкидыша:
- угрожающий выкидыш;
- начинающийся выкидыш;
- аборт в ходу;
- неполный аборт;
- полный аборт.

В «Словаре терминов вспомогательных репродуктивных технологий» ВОЗ 2009 года различаются следующие типы выкидышей (самопроизвольных абортов):
- Биохимическая беременность (преклинический спонтанный аборт) — беременность, не достигшая клинической стадии и определённая только по результатам анализа хорионического гонадотропина в сыворотке крови или моче;
- Самопроизвольный аборт — индуцированное организмом женщины прерывание беременности до достижения плодом срока гестации, предполагающего его жизнеспособность. На настоящий момент таким сроком по рекомендации ВОЗ считаются 22 недели беременности[17].
- Искусственный выкидыш (аборт) — осознанное прерывание беременности, производимое, как правило, в домашних условиях.
- Несостоявшийся выкидыш — Несостоявшимся выкидышем называется состояние, при котором происходит внутриматочная гибель плода на сроке гестации до 28 недель без изгнания плодного яйца из матки[18].

Роды живым или мёртвым ребёнком, произошедшие между 22-й и 37-й полными неделями гестационного срока, квалифицируются как преждевременные роды.

## Диагностика
Выкидыш может быть обнаружен при помощи специальной ультразвуковой аппаратуры. При поиске микроскопических патологических симптомов выкидыша следует посмотреть снимок. К микроскопическим относятся ворсинки, трофобласт, части плода. Также можно выполнить генетические тесты для поиска ненормальных хромосом. Роль в морфологическом исследований заключается в выявлении и изучении морфологических изменений в материале получаемый при спонтанных абортах.

### Признаки и симптомы
Наиболее распространённым симптомом выкидыша является кровотечение (угрожающий выкидыш). У половины женщин, которые во время беременности обращались за медицинской помощью по поводу кровотечений, будет выкидыш. Остальные симптомы не являются статистически связанными с выкидышем.
Выкидыш может быть обнаружен во время УЗИ или посредством серии замеров уровня хорионического гонадотропина человека (ХГЧ). Существуют медицинские способы для прекращения беременности с документально подтверждённой нежизнеспособностью плода, который не был изгнан естественным путём.

#### Психопатологические симптомы
Несмотря на то, что физически женщина быстро восстанавливается после выкидыша, психологическая реабилитация может занять длительное время. Многое зависит от индивидуальных особенностей: некоторым достаточно нескольких месяцев, чтобы двигаться дальше, в то время, как другим может потребоваться больше года. Анкетирование (Опросник общего состояния здоровья GHQ-12), в котором опрашивались женщины с прервавшейся беременностью, показало, что половина (55 %) из них столкнулась с существенным психическим расстройством сразу после прерывания беременности, 25 % в течение 3-х месяцев; 18 % — 6 месяцев, и 11 % на протяжении года после выкидыша.

#### Горе
Выкидыш на психологическом уровне может принимать форму перинатальной утраты, вызывать чувство горя и вины.
Чувство потери, отсутствие понимания со стороны других имеет большое значение. Людям, которые не переживали выкидыш, трудно сопереживать тем, у кого он был. Беременность и выкидыш часто не упоминаются в общении, потому что эта тема слишком болезненна. Это может заставить женщину чувствовать себя более изолированной ото всех. Взаимодействие беременных женщин с новорождёнными детьми болезненно для родителей, которые пережили выкидыш. Иногда это затрудняет общение с друзьями, знакомыми и семьёй.

### Дифференциальный диагноз
В случае выкидыша необходимо провести дифференциальную диагностику с внематочной беременностью, пузырным заносом, заболеваниями влагалища или шейки матки. При беременности могут наблюдаться кровянистые выделения из эктропиона, которые требуют осторожного осмотра и проведения кольпоскопии и/или биопсии для исключения заболеваний шейки матки. Кровянистые выделения при самопроизвольном аборте отличаются от таковых при ановуляторном цикле, не сопровождаются симптомами беременности и отрицательным тестом на β-субъединицу хорионического гонадотропина (β-ХГЧ). При пузырном заносе возможны характерные выделения в виде пузырьков, матка может быть больше срока предполагаемой беременности, а при ультразвуковом исследовании наблюдается определённая клиническая картина. При эктопической беременности возможны кровянистые выделения, болезненность, чувство давления на прямую кишку или мочевой пузырь, а также положительный тест на β-ХГЧ. Матка меньшего размера, чем должна быть на сроке предполагаемой беременности, утолщённая маточная труба и скопление крови в брюшной полости могут быть признаками внематочной беременности. Для уточнения диагноза может потребоваться лапароскопия или пункция брюшной полости через задний свод влагалища.

## Факторы риска
Общие факторы риска:
- Возраст беременной выше 30[25][26][27][28].
- Многоплодная беременность.
- Сахарный диабет[29] в стадии декомпенсации (неконтролируемый). Поскольку диабет может развиться во время беременности (гестационный диабет), важной составной частью дородового ухода является контроль за признаками болезни.
- Синдром поликистозных яичников[30][31][32].
- Повышение артериального давления (преэклампсия).
- Тяжелый гипотиреоз[33][34]. Наличие антитиреоидных аутоантител связано с повышенным риском выкидыша.
- Некоторые инфекционные заболевания: корь, краснуха, хламидиоз и др.
- Курение. Увеличение риска выкидыша также связано с курением[35][36]. Повышенный риск выкидыша существует вне зависимости от того, какой из родителей курит, однако наиболее высокий риск при курении самой беременной[37].
- Рекреационное использование психоактивных веществ (например, кокаин[38], марихуана[39]).
- Физические травмы, воздействие токсинов окружающей среды.
- Использование внутриматочной спирали в момент зачатия[40].
- Лекарственные препараты:
  - Дородовое использование нестероидных противовоспалительных препаратов[41][42].
  - Антидепрессанты (пароксетин, венлафаксин)[43][44].

### Подозреваемые факторы риска
Несколько факторов были связаны с более высокой частотой выкидышей, но ещё неизвестно, являются ли они причинами выкидышей.
Некоторые исследования показывают, что аутоиммунные заболевания — возможная причина повторного или позднего выкидыша. Такие заболевания возникают, когда иммунная система действует «против организма хозяина». Таким образом, это уничтожает растущий плод или препятствует нормальной прогрессии беременности. Дальнейшие исследования также показали, что аутоиммунные заболевания могут вызвать генетические нарушения у эмбрионов, которые в свою очередь, могут привести к выкидышу.
Тошнота и рвота беременных связаны с уменьшенным риском выкидыша.

## Лечение
В США и Западной Европе угрожающий выкидыш до 12 недель обычно не лечат. В России тактика лечения угрозы выкидыша включает постельный режим, полноценное питание, гормональную терапию (гестагенами), приём метилксантинов, витамина E, спазмолитиков (папаверин, дротаверин) и травяных успокоительных средств для симптоматического лечения.
Потеря крови во время ранней беременности является наиболее распространённым симптомом. В случае потери крови и/или болей выполняется трансвагинальное УЗИ. Если с помощью ультразвука не установлена жизнеспособность внутриутробной беременности, то должны быть выполнены определённые тесты, чтобы исключить внематочную беременность, которая опасна для жизни.
В случае неполного аборта, пустого мешка или замершей беременности есть три варианта лечения:
- При отсутствии лечения (выжидательная тактика) всё будет происходить естественно в течение двух-шести недель. Этот путь позволяет избежать побочных эффектов, вызванных лекарствами и операциями.
- Медикаментозное лечение обычно заключается в использовании мизопростола и способствует завершению выкидыша.
- Хирургическое лечение (чаще всего вакуумная аспирация) является самым быстрым способом для завершения выкидыша. Он также сокращает длительность и тяжесть кровотечений, а также помогает избегать физических болей, связанных с выкидышем. В случае повторного выкидыша, вакуум-аспирация также является наиболее удобным способом для получения образцов тканей для анализа кариотипа. Однако эта операция имеет и высокий риск развития осложнений, включая риск повреждения шейки матки и самой матки, перфорация матки, рубцы и потенциальная внутриутробная прокладка. Это является важным фактором для тех женщин, которые хотели бы иметь детей в будущем, сохранить свою фертильность и уменьшить вероятность будущих акушерских осложнений.

## Выкидыш у животных
Выкидыш происходит у всех живородящих животных. Есть целый ряд известных факторов риска по невынашиванию беременности у не связанных с человеком животных. У овец, например, это может быть связано со скоплением людей или из-за собачьей погони. У коров выкидыш может произойти из-за инфекционного заболевания, но часто может контролироваться с помощью вакцинации.